# فیلیپ کریستنوال
فیلیپ کریستنوال (انگلیسی: Philippe Christanval؛ زادهٔ ۳۱ اوت ۱۹۷۸) یک بازیکن فوتبال اهل فرانسه است.
وی همچنین در تیم ملی فوتبال فرانسه بازی کرده‌است.